# Apparat
Са́ша Рінг (нім. Sascha Ring), більш відомий, як Apparat [Аппара́т] — німецький продюсер і діджей.
Проживає в Берлині і випускається на лейблі Shitkatapult. Починаючи із танцювального техно, згодом Саша почав створювати ембіент музику, більше уваги почав приділяти мелодії, а не ритму. Останні музичні композиції більше схожі на ґлітч чи IDM, що супроводжуються класичними музичними інструментами та іншими оригінальними звуками. На сайті музиканта представлені кілька Max/MSP патчів, що використовуються Сашою Рінгом.

## Дискографія

### Альбоми
- 2007 — «Walls»
- 2011 — «The Devil's Walk»
- 2013 — «Krieg und Frieden (Music for Theatre)»
- 2019 — «LP5»
- 2020 — «Soundtracks: Equals Sessions»
- 2020 — «Soundtracks: Capri-Revolution»
- 2020 — «Soundtracks: Dämonen»
- 2020 — «Soundtracks: Stay Still»